# Eupelops erinaceus
Eupelops erinaceus är en kvalsterart som beskrevs av Balogh och Sandór Mahunka 1979. Eupelops erinaceus ingår i släktet Eupelops och familjen Phenopelopidae. Inga underarter finns listade i Catalogue of Life.